# Штехов-Ферхезар
Штехов-Ферхезар (нем. Stechow-Ferchesar) — община в Германии, в земле Бранденбург.
Входит в состав района Хафельланд. Подчиняется управлению Неннхаузен. Население составляет 916 человек (на 31 декабря 2010 года). Занимает площадь 51,05 км².
Коммуна подразделяется на 3 сельских округа.

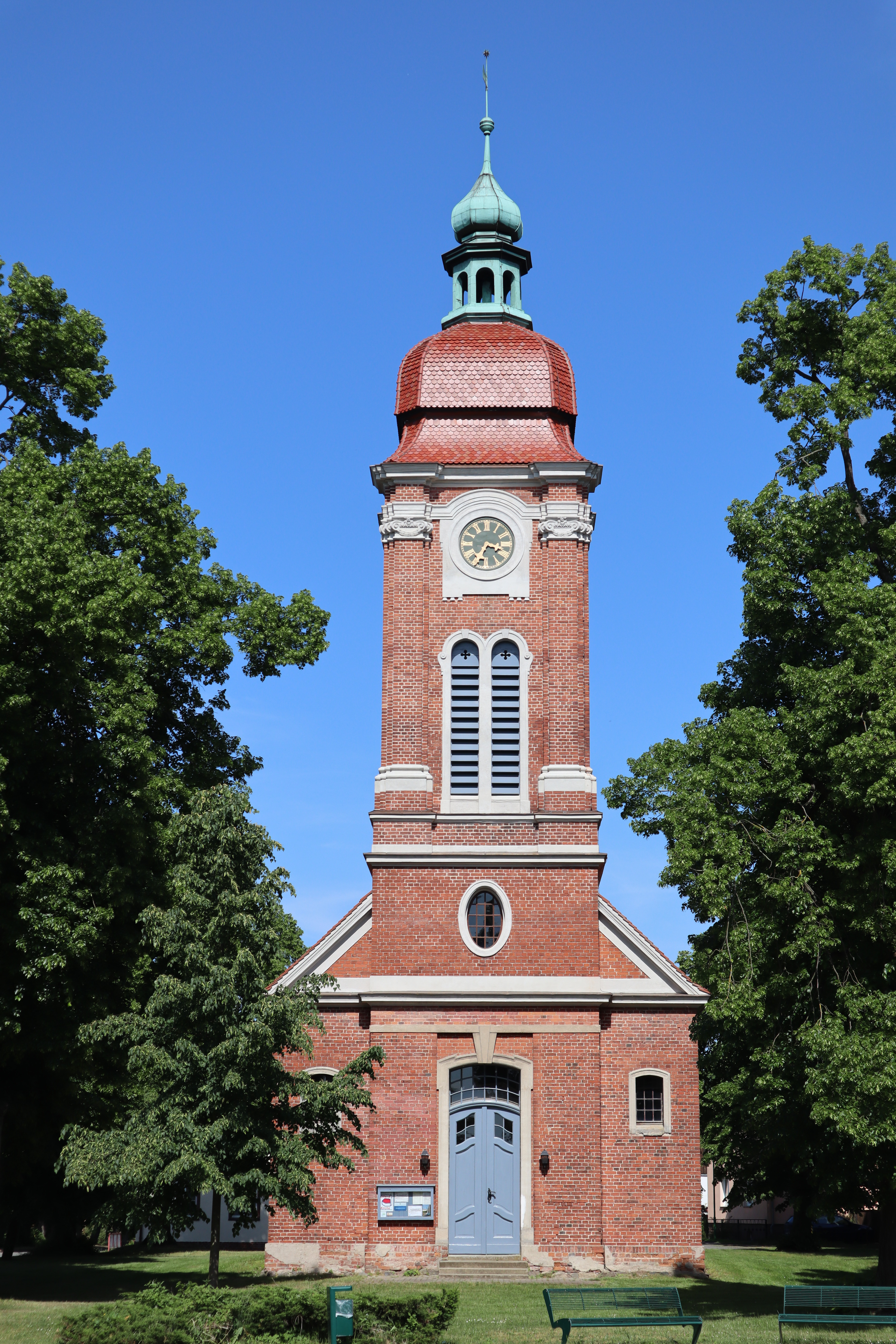
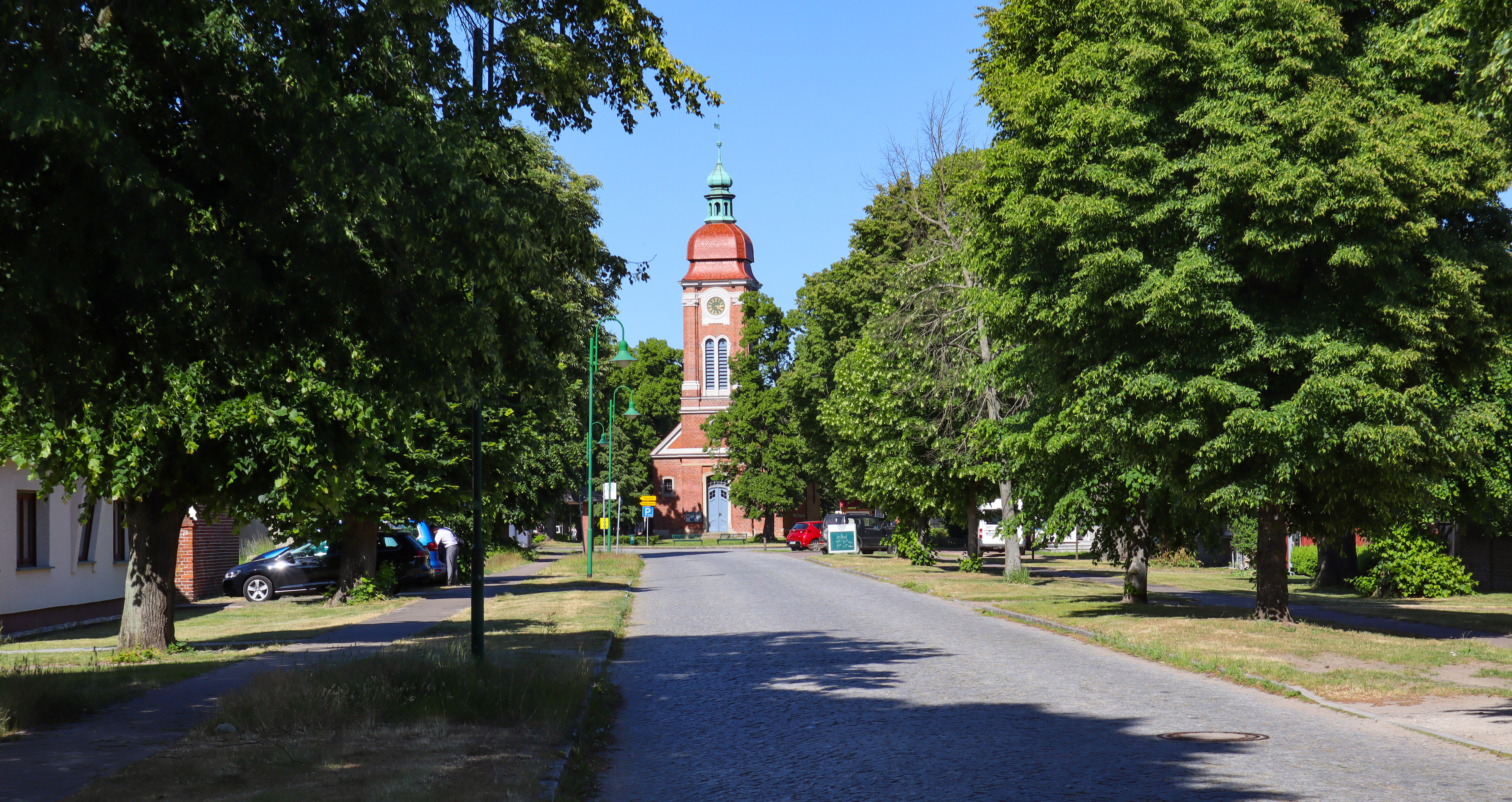
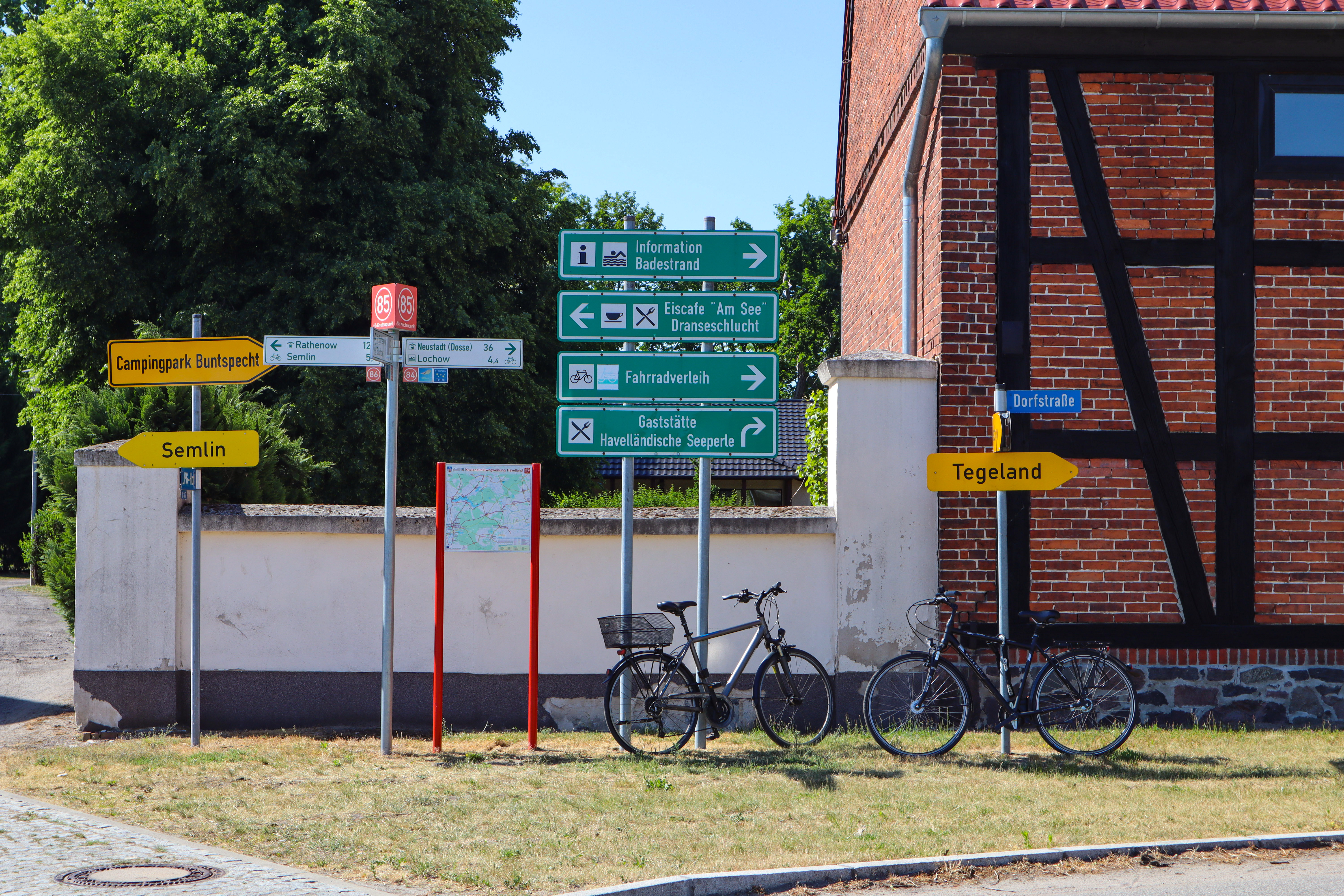
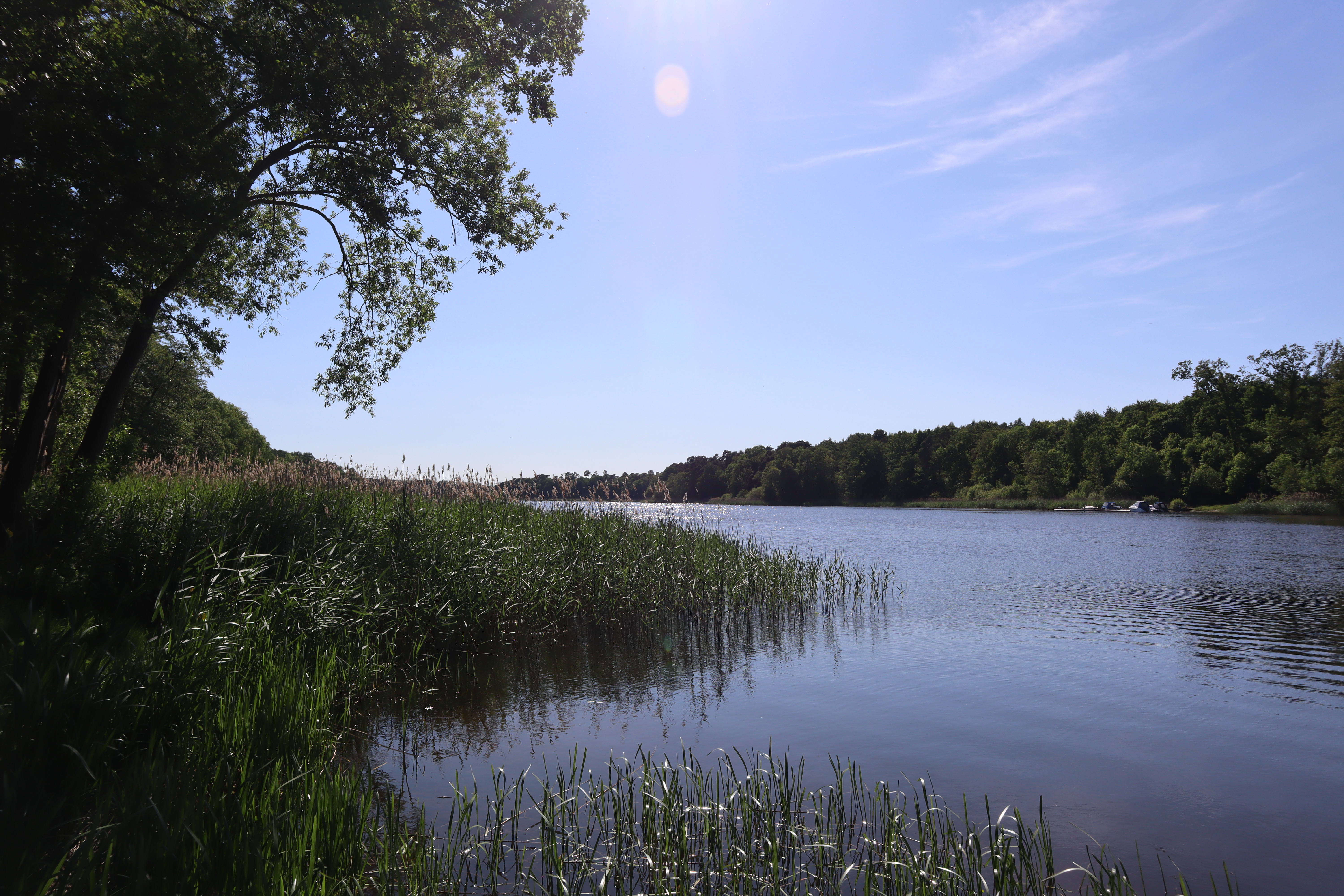
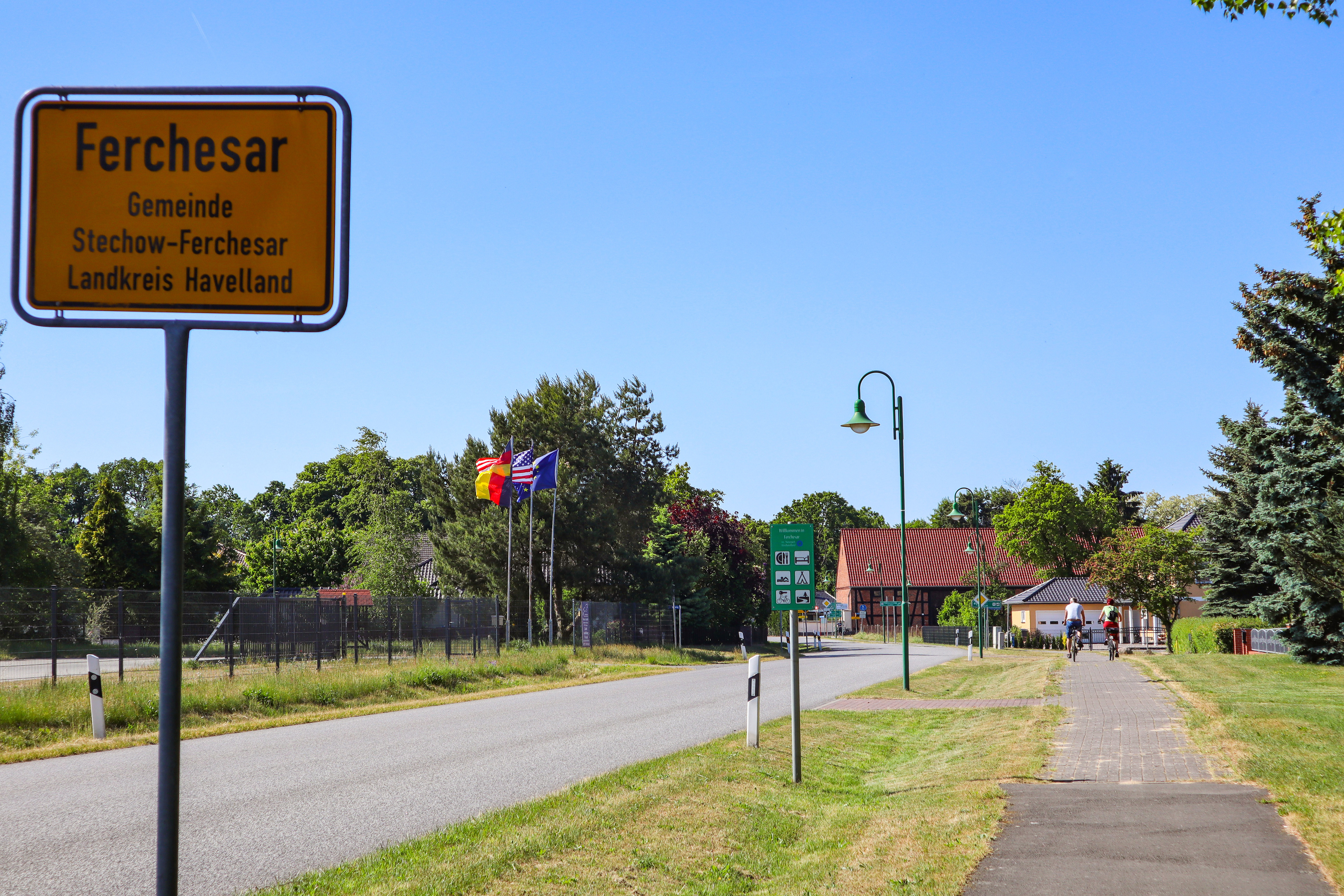

| Год  | Население |
| ---- | --------- |
| 2005 | 940       |
| 2010 | 940       |